# Будённовка (Костанайская область)
Будённовка (каз. Будённый) — село в Мендыкаринском районе Костанайской области Казахстана. Административный центр Будённовского сельского округа. Находится примерно в 29 км к северо-западу от районного центра, села Боровского. Код КАТО — 395639100.

## Население
В 1999 году население села составляло 1379 человек (665 мужчин и 714 женщин). По данным переписи 2009 года в селе проживал 1051 человек (509 мужчин и 542 женщины). По данным переписи 2021 года, в селе проживало 860 человек (421 мужчина и 439 женщин).

## Известные уроженцы
- Волошин, Михаил Евстафьевич (1920—1944) — Герой Советского Союза.